# Thrypticus misellus
Thrypticus misellus är en tvåvingeart som först beskrevs av Karl Henrik Boheman 1852.  Thrypticus misellus ingår i släktet Thrypticus och familjen styltflugor.
Artens utbredningsområde är Sverige. Inga underarter finns listade i Catalogue of Life.